# Tierwissenschaften

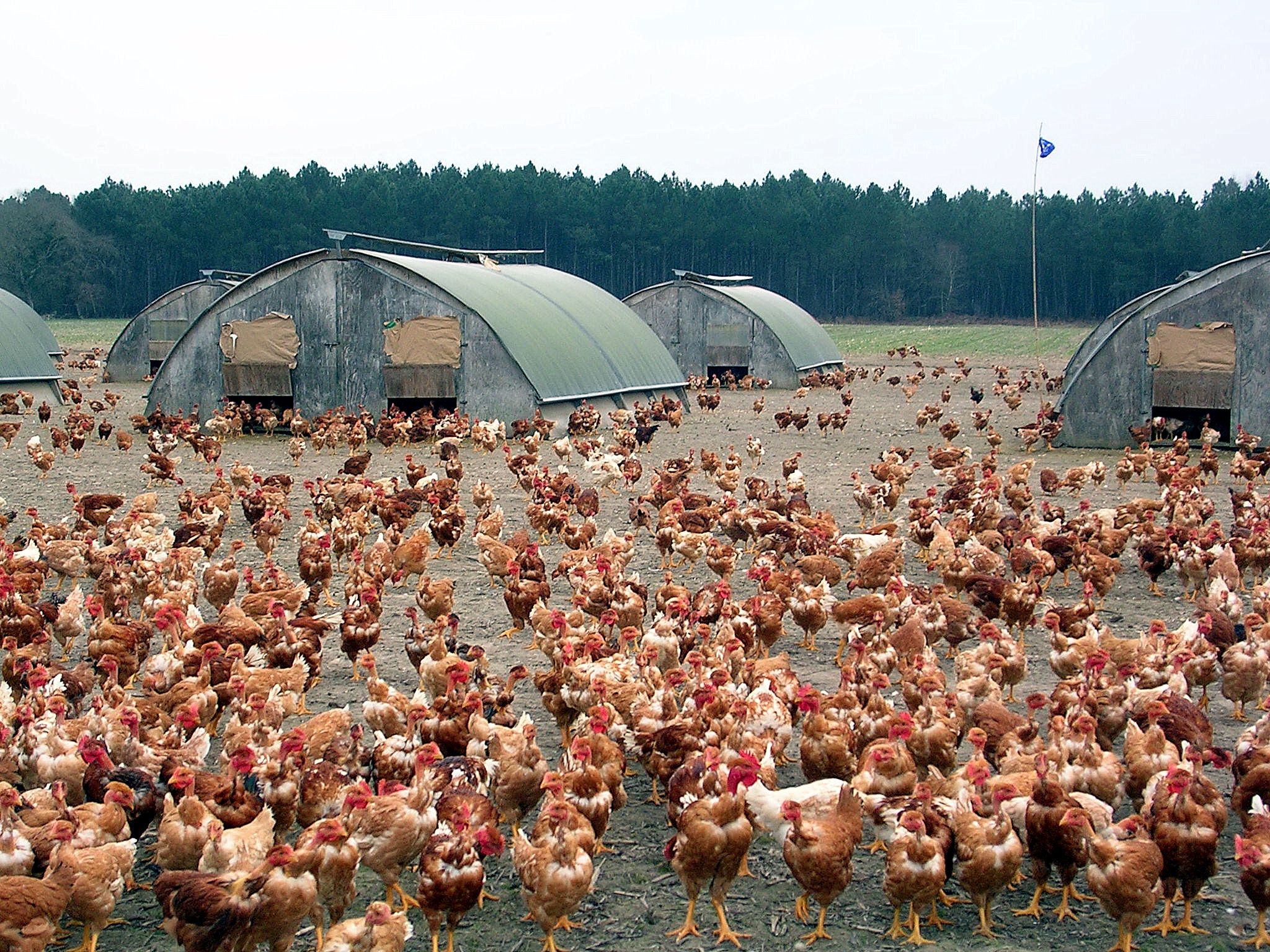
Legehennen in Freilandhaltung

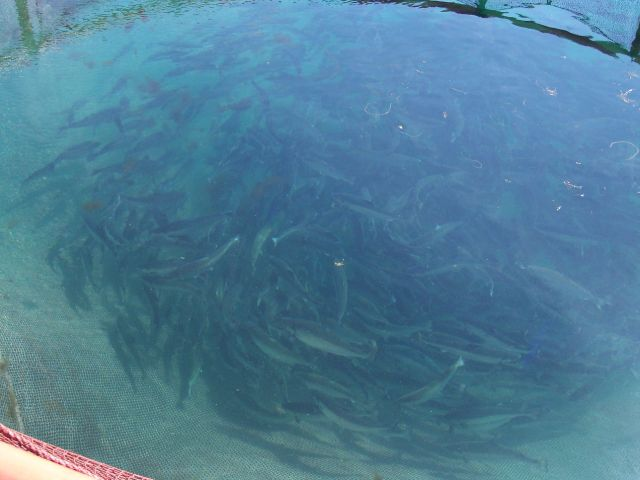
Eine Lachszucht in Norwegen

Unter dem Begriff Tierwissenschaften (auch Animal Science) ist eine interdisziplinäre Wissenschaft zusammengefasst, die empirisch arbeitet und oft als Studien- oder Forschungsrichtung der Agrarwissenschaften oder Landwirtschaft behandelt wird. Die Tierwissenschaften befassen sich mit Grundlagen, Zusammenhängen und allen Fragen rund um die Primärproduktion tierischer Rohstoffe auf einer zu diesem Zweck bewirtschafteten Fläche, insbesondere durch landwirtschaftliche, aber auch durch aquatische Nutztiere, die unter Obhut des Menschen stehen. Dadurch ist diese Wissenschaft auch als Nutztierwissenschaften bekannt.
Im Vordergrund stehen dabei die ökologische und ressourcenschonende Erzeugung von qualitativ hochwertigen Nahrungsmitteln tierischen Ursprungs auf nationaler und internationaler Ebene im Einklang des Tierschutzes, Tierwohl und der Lebensmittelsicherheit. Dabei werden alle Aspekte der Wertschöpfung behandelt. Aufgrund der traditionellen Fächer wie Biologie, Chemie und Physik, die bei der Entstehung maßgeblich mitgewirkt haben, sind Tierwissenschaften ein Teil der Naturwissenschaften.
Neben der Einbeziehung vieler Teilbereiche aus anderen Wissenschaftsgebieten wie der Biologie, insbesondere der Mikrobiologie und Genetik, gibt es auch die Integration von für die Tierwissenschaften besonders relevanten Wissensgebiete wie die der Zoonosen und des Tierseuchenschutzes aus der Veterinärmedizin, aber auch Gebiete aus dem Präventiven Gesundheitsmanagement, Kühlkettenmanagement, Qualitätsmanagement- und -sicherung sowie der Hygiene, Bio- und Gentechnologie. Dabei überschneidet sich die Lehre der Tierwissenschaften oft mit Gebieten oder Bereichen aus der Lebensmittelchemie, -technologie und Ökotrophologie. Je nach Schwerpunkt werden auch die Erneuerbaren Energien, hier besonders die Bioenergie,  in die Lehre einbezogen.
Daneben gibt es eigenständige Fachgebiete der Tierwissenschaften. Dazu gehören besonders die Tierzucht, -ernährung und -haltung, die Biochemie und Physiologie der Nutztierleistung, die Nutztierethologie sowie die Behandlung von Tierkrankheiten die auf Technopathogene beruhen. Zudem spielen Regressionsanalysen sowie Bereiche aus der Land- und Umwelttechnik eine Rolle.

## Einteilung der Fachgebiete
Die Tierwissenschaft lässt sich durch die Vielzahl von Nutztieren und Fragestellungen nach verschiedenen Kriterien in Teilbereiche untergliedern. Zum einen kann die Fachrichtung nach den jeweils betrachteten Tiergruppen, wie die des Geflügels in der Geflügelwissenschaft, eingeteilt werden. Andererseits kann sie auch anhand der bearbeiteten mikro- und makroskopischen Untersuchungsebenen, wie die der Biochemie und Physiologie der Nutztierleistung oder die der allgemeinen Tierhaltung eingeordnet werden. Die verschiedenen Systeme überschneiden sich jedoch, da beispielsweise die Tierzucht viele Nutztiergruppen betrachtet und dabei sowohl die Genetik der Tiere, die Umsetzung eines Zuchtprogramms als auch die Produktqualität erforscht wird.

## Tierwissenschaften in den Agrarwissenschaften

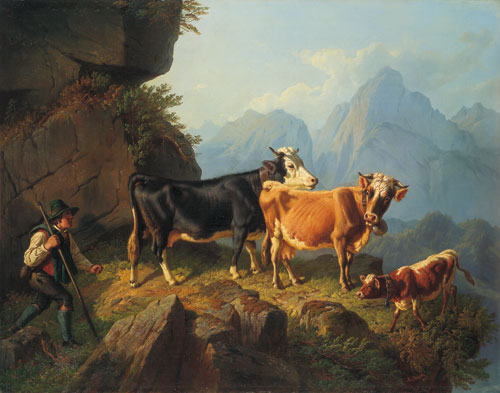
Tierhaltung im Alpenraum um 1860

Zur Sicherstellung der ökologischen und ressourcenschonende Produktion von qualitativ hochwertigen Nahrungsmitteln durch Nutztiere werden alle Aspekte der Wertkette beleuchtet: von der Züchtung und Tiergesundheit über die Ernährung von Nutztieren bis zur Qualität und Sicherheit der erzeugten Nahrungsmittel tierischer Herkunft. Die Gesundheit von Mensch und Tier steht im Fokus der Tierhygiene, die sich mit der Gesunderhaltung von Nutztierbeständen und der Vermeidung der Übertragung von Tierkrankheiten durch Zoonosen auf den Menschen befasst. Bei der Physiologie stehen z. B. die Laktation und das Wachstum im Fokus. Die Tierernährung beschäftigt sich mit den Eigenschaften der Futtermittel und den physiologischen Regeln und Spielräumen ihrer Umsetzung im Stoffwechsel der Nutztiere bei der Transformation in Lebensmittel tierischer Herkunft.
Der Schwerpunkt der Tiergenetik in der Züchtungsforschung liegt auf der Aufklärung der molekularen Grundlagen von genetischen Variationen und der gezielten Anwendung biotechnologischer, molekularbiologischer und statistischer Verfahren in der Tierzucht. Die Nutztier-Biotechnologie beschäftigt sich mit modernen Reproduktionsmethoden, tierischen Stammzellen und innovativen Technologien zur gezielten Genommodifikation. Anwendungsschwerpunkte sind die biomedizinische Forschung und regenerative Medizin. In der Neurophysiologie schließlich werden grundlegende Gehirnmechanismen zur Verhaltenssteuerung an verschiedenen Organismen untersucht und neuronale Algorithmen erarbeitet, die auch für technische Anwendungen geeignet sein können.

## Sicherheit und Funktionalität von tierischen Produkten
Aufgrund des aktuellen und interdisziplinären Forschungsbezugs beleuchten Tierwissenschaftler alle Aspekte der Wertkette und der Lieferkette tierischer Produkt bzw. von den Grundlagen über die Produktion, Transport, Verarbeitung, Qualitätssicherung und Vermarktung von tierischen Produkten, primär von Lebensmitteln, für den Handel bis zum Essen auf dem Tisch des Endverbrauchers und dessen Gesundheit. Diese ganzheitliche Betrachtung, die auch die gesellschaftlichen, ökonomischen und umweltrelevanten Aspekte sowie den Verbraucher- und Ressourcenschutz einbezieht, spiegelt die Flexibilität der Tierwissenschaft wider. Dabei werden Handlungen in einem zunehmend komplexen Umfeld aus gesetzlichen Bestimmungen und spezifischen Standards angepasst und umgesetzt.

## Studium der Tierwissenschaften
Das Studium der Tierwissenschaften gehört zu den vielschichtigsten Studiengängen überhaupt. Auch wenn es in den Tierwissenschaften in erster Linie um die ökologische und ressourcenschonende Erzeugung von qualitativ hochwertigen Nahrungsmitteln tierischen Ursprungs auf nationaler und internationaler Ebene im Einklang mit dem Tierschutz, dem Tierwohl und der Lebensmittelsicherheit geht, kann auch eine Tierhaltung für Freizeitzwecke oder die Kleintierzucht ein Aspekt des Studiums sein.

### Der Bachelor-/Master-Studiengang
Das Bachelor-Studium besteht grundsätzlich aus einem viersemestrigen Grundstudium plus einem zweisemestrigen Hauptstudium. Nach diesen sechs Semestern muss eine wissenschaftliche Arbeit angefertigt werden, wofür etwa drei bis vier Monate zur Verfügung stehen sollen. An einen erfolgreichen Bachelor-Abschluss und dem Erlangen des akademischen Grades Bachelor of Science kann ein viersemestriges Master-Studium angeschlossen werden, wobei die Zulassung zu diesem zweiten Studienabschnitt an vielen Hochschulen vom Niveau des Abschneidens im Bachelor abhängig gemacht wird. Nach diesen vier Semestern muss wie im Bachelor eine wissenschaftliche Arbeit angefertigt werden, wofür ebenfalls etwa drei bis vier Monate zur Verfügung stehen sollen. An einen erfolgreichen Master-Abschluss erlangt man den akademischen Grad Master of Science.
Ein Bachelor-Studium der Tierwissenschaften ist in Deutschland aktuell nur in Kombination mit dem Studiengang Agrarwissenschaft, Landwirtschaft oder Gartenbau möglich. Ernährung, Züchtung und Tierhaltung sind die Grundlagen eines tierwissenschaftlichen Studiums. Dabei stellen besonders Tiergesundheit bzw. Tiergesundheitsgesetze und Wohlbefinden der Tiere wichtige Studieninhalte dar. Ebenso geht es in den Lehrplänen um das präventive Gesundheitsmanagement. Die Spezialisierungen können von Milchviehhaltung bis Pferdewirtschaft, von Aquakultur bis Kleintierzucht reichen. Je nach Hochschule können Studierende ganz unterschiedliche Schwerpunkte und Module wählen.

### Der Bachelor-Studiengang
Studierende der Agrarwissenschaften können an der Rheinischen Friedrich-Wilhelms-Universität Bonn im Bachelor-Studium ab dem fünften Semester einen Schwerpunkt Tierwissenschaften wählen. Zuvor bilden Biologie, Anatomie, Physiologie und Ernährung der Tieren bzw. Nutztieren, sowie ihre ökonomische Bedeutung zusammen mit anderen Fächern aus den Natur-, Bio- und Agrarwissenschaften sowie der Ökonomie, wichtige Lehrinhalte, besonders agrar-, ernährungs-, hauswirtschafts- und lebensmittelwissenschaftliche Pflicht- und Wahlmodule. Zudem finden detaillierte Einführungen in die Nutztierwissenschaften statt. Der Schwerpunkt behandelt die Themen Angewandte Tierzucht, Precision Livestock Farming, Leistungs- und Ernährungsphysiologie, Ethologie und Umweltwirkung sowie aktuelle Entwicklungen in den Nutztierwissenschaften.
Auch an der Universität Hohenheim in Stuttgart ist in den Agrarwissenschaften eine Vertiefung in den Tierwissenschaften ab dem fünften Semester möglich. Dort gehören zuvor Zoologie, Anatomie und Physiologie der Nutztiere sowie Grundlagen der Tierwissenschaften zum Lehrangebot, ebenso wie Inhalte aus der Tierhaltung, -ernährung und -gesundheit, sowie naturwissenschaftliche, mathematische, statistische und agrarwissenschaftliche Grundlagen. Der Vertiefung beinhaltet die Pflichtmodule Spezielle Anatomie und Physiologie, Umwelt und Tierhygiene, Tierernährung, Elemente der Tierzüchtung und Biologische Grundlagen der Tierhaltung, sowie die Wahlmodule Nutztiersystemmanagement für Rind, Schwein oder Kleintiere, Angewandte Futtermittelkunde, Mikrobiologische Qualitätssicherung und Hygienekontrolle sowie Tierschutz in Versuchs- und Nutztierhaltung.
Ähnlich ist die Situation an der Justus-Liebig-Universität Gießen. Dort werden während des Bachelor-Studiums Gebiete wie Tierzucht, -ernährung und haltung sowie Nutztierökologie gemeinsam mit anderen agrar-, natur- und wirtschaftswissenschaftlichen Grundlagen gelehrt. Ab dem vierten Semester ist eine steuerbare Schwerpunktsetzung möglich, indem auch die Module Ernährungspraxis von Nutztieren und die Umweltwirkungen der Tierhaltung zur Auswahl stehen.
An der Universität Rostock bilden die Biologie der Nutztiere, Inhalte aus der Tierhaltung, -genetik, -züchtung und -hygiene, Module wie Precision Farming, Verhaltenskunde sowie Spezielle Tierernährung und -gesundheit den Lehrinhalt des Studiums. Diese werden zusammen mit Fachdisziplinen wie Biologie, Chemie und Mathematik in das Lehrangebot des Studienganges Agrarwissenschaften einbezogen. Ab dem fünften Semester ist die Aneignung von vertieftem Wissen in den Bereichen Tier oder Aquakultur durchführbar.
Spezielle Tierwissenschaften werden auch als Pflichtmodule im Hauptstudium des Studiengangs Agrarwissenschaften und Gartenbauwissenschaften mit agrarwissenschaftlicher Orientierung am Wissenschaftszentrum Weihenstephan für Ernährung, Landnutzung und Umwelt der Technischen Universität München angeboten. Daneben sind dort Biotethnologie der Tiere, Futterbausysteme und Futtermittelkunde, Grundlagen der Fischbiologie sowie Haustiergenetik und Tierzüchtung als Wahlmodule vorhanden.
Nutztierhaltung sowie Tierzüchtung sind zum Beispiel auch Inhalte des Bachelor-Studiums Agrarwissenschaften an der Humboldt-Universität zu Berlin. Ein eigenständiges Bachelor-Studium Tierwissenschaften gibt es derzeit nur jenseits der Landesgrenzen, etwa an der niederländischen Universität Wageningen.
Ein Studium im Fachgebiet der Pferdewirtschaft bietet dagegen die Hochschule für Wirtschaft und Umwelt Nürtingen-Geislingen in der Region Stuttgart. Dieser qualifiziert für leitende, beratende und organisatorische Aufgaben in der Pferdewirtschaft und im Pferdesport. Hier spielen unter anderem Ernährungs-, Haltungs- und Zuchtthemen eine Rolle, aber auch die Ausbildung von Reitlehrern, die Organisation von Sportveranstaltungen sowie Management- und touristische Themen.

### Der Master-Studiengang
Während die Bachelor-Studiengänge eher allgemeine naturwissenschaftliche sowie agrarwissenschaftliche Grundlagen vermitteln und in den höheren Semestern eine Spezialisierung in Richtung Tierwissenschaft ermöglichen, sind im Master-Bereich einige Studiengänge im Angebot, die gezielt die Tier- oder Nutztierwissenschaften behandeln. Das Master-Studium befasst sich schwerpunktmäßig mit der Erzeugung qualitativ wertvoller Lebensmittel auf nationaler und internationaler Ebene, aber auch mit Unternehmensführung und Management sowie sozio-ökonomischen Aspekten der Tierwissenschaften. So bietet bisher nur die Rheinische Friedrich-Wilhelms-Universität Bonn innovativ einen spezialisierten Master-Studiengang der Tierwissenschaften an. Die Justus-Liebig-Universität Gießen und die Universität Rostock ermöglichen dagegen einen eigenständigen Studiengang Nutztierwissenschaften. Im Master-Studium der Agrarwissenschaften an der Christian-Albrechts-Universität zu Kiel ist ein mit Schwerpunkt Milcherzeugung integriert. Der Master-Studiengang Pferdewissenschaften an der Georg-August-Universität Göttingen bereitet unter Beteiligung der Tierärztlichen Hochschule Hannover auf leitende Funktionen im Pferdesektor vor.
Die Humboldt-Universität zu Berlin bietet dagegen einen spezialisierten Studiengang zum Thema Fische und Aquakultur. Dort geht es speziell um Inhalte wie Reproduktion, Fischkrankheiten, Fanggeräte, das Management von Warmwasserbecken oder die wissenschaftliche Datenanalyse. Allgemein sind in Norddeutschland die Wissenschaft der Fischerei und Aquakultur an mehreren Hochschulen im Programm, zum Beispiel an der Uni Rostock innerhalb des Master-Studiengangs Aquakultur. In Hamburg gibt es das Master-Studium Marine Ökosystem- und Fischereiwissenschaften. An der Uni Kiel wurde 2007 im Institut für Tierzucht und Tierhaltung eine Abteilung für Marine Aquakultur eingerichtet.
Die meisten Master-Studiengänge gehen über vier Semester. Für die Zulassung wird normalerweise ein abgeschlossenes Bachelor-Studium in Agrarwissenschaft oder -wirtschaft, Landwirtschaft, Agrarbiologie oder verwandten Bereichen benötigt.

## Tätigkeitsfelder
Tierwissenschaftler arbeiten auf vielen verschiedenen Gebieten, in der Industrie, bei der Regierung oder bei Beratungsstellen in kommerziellen und diversen anderen Ämtern. Sie sind in der Forschung und Lehre (Universitäten, Fachhochschulen, außeruniversitären Forschungseinrichtungen) sowie in landwirtschaftlicher Betrieben tätig, üben Verantwortliche Tätigkeit in Forschung, Prüf- und Entwicklungslabors der Agrar- und Lebensmittelindustrie aus, haben leitende Tätigkeit im Bereich Produktion, Produktentwicklung – schutz sowie Technik von Unternehmen, sowie Verantwortliche Tätigkeit in Technologieunternehmen und der Industrie der Erneuerbaren Energien. Tierwissenschaftler sind auch dafür prädestiniert Führungsaufgaben in Forschung, Entwicklung, Management und Marketing (Qualitäts- oder Marketingmanager oder Management-Trainee) zu übernehmen.
Zu den potentiellen Arbeitgebern zählen:
- Züchtungs- und Stallbauunternehmen
- Futtermittelindustrie
- Lebensmittelindustrie
- Fleischwirtschaft
- Chemisch-pharmazeutische Industrie
- Dienstleistungsunternehmen in den Bereichen der Landwirtschaft, des Verbraucher- und des Umweltschutzes
- Öffentliche Verwaltung
- Öffentliche und private Forschungseinrichtungen